# عبد الله السناوي
عبد الله السناوي رئيس تحرير جريدة العربي المصرية، وله مقالات في جريدة الشروق. انتقد العدوان على غزة سنة 2014م. كاتب ومحلل سياسي من أكبر الصحافيين والمعلقين السياسيين في مصر الآن. ترأس تحرير جريدة "العربي" الأسبوعية المصرية من مايو 2000م اليتاتنةمنت[ما هي؟]
2011م. تولت العربي تحت رئاسته أول وأطول حملة صحفية ضد التمديد والتوريث في مصر. عمل مديرا لتحرير مجلة الموقف العربي ثم جريدة صوت العرب في الثمانينات قبل أن ينضم الي جريدة "الاهالي" في مطلع التسعينات. نشرت له صحيفة "الخليج" الإماراتية مقالا أسبوعيا لعشرين عاما متصلة واحتذتها في التسعينات صحيفة "الراية" القطرية. وله مقالات نشرت في صحف عدة مثل "الشرق الأوسط" اللندنية و "الجريدة" الكويتية. أهم كتبه: "يوميات جمال عبد الناصر في حرب فلسطين.